# 1989年蘇聯人民代表大會選舉
1989年，蘇聯举行了苏联人民代表大会选举，首輪选举于3月26日举行，第二轮选举于4月9日举行。这是苏联举行的第一次部分自由的全国性选举，也是蘇聯解體前的最后一次全国性选举。

## 背景
1987年1月，苏联共产党总书记戈尔巴乔夫宣布民主化，並允許各個选区實施差額選舉，但所有候选人仍必须是苏共党员。
1988年12月，蘇聯修改了1977年蘇聯憲法，设立了一个新的立法机构，即苏联人民代表大会，以取代先前的苏联最高苏维埃。苏联人民代表大会由2,250名民意代表组成。 750名代表（三分之一）由苏共黨員及其附属组织成員出任，其余三分之二将根据民主原则选举产生，苏联人民代表大会选举定于1989年3月举行。

## 选举
虽然大多数蘇聯共產黨候选人都当选了蘇聯人民代表大會代表，但有300多名候选人战胜了蘇聯共產黨候选人。其中鲍里斯·叶利钦以89%的得票率當選。这是叶利钦於1987年从苏联共产党中央政治局辞职后首次重返政治舞台。

## 後續
新一届蘇聯人民代表大会的第一届会议于1989年5月下旬开幕。虽然蘇聯共產黨依舊控制了蘇聯人民代表大会，但改革派利用蘇聯人民代表大会這一平台批评苏联制度平台，苏联制度国家媒体也在未經审查情況下直播改革派的言論。